# Sant Vicenç de Toló
Sant Vicenç de Toló o Sant Vicenç del Castell de Toló era l'església del castell de Toló, que es troba en l'origen del poble de Toló i de l'antic terme de Sant Salvador de Toló, al qual pertanyia. Des del 1970 és dins del terme municipal de Gavet de la Conca.
Està situada en el mateix castell de Toló, en un turó a llevant de la Serra de la Campaneta, contrafort nord-oriental del Montsec de Rúbies, a la capçalera del riu de Conques. És damunt i al nord del poble de Toló.
Aquesta església, fou la primitiva parròquia del terme del castell, que, amb el pas del temps, esdevingué de Sant Salvador de Toló per trasllat del centre neuràlgic del terme a la zona plana, on s'erigí una nova església, dedicada a sant Salvador. Fins a la dècada dels 80 del segle xx es conservava la part de baix del campanar romànic, de torre, amb arcuacions llombardes i un fris de dents de serra. En els darrers anys ha sofert una forta degradació, i només en queda un fragment de mur, amb una finestra de mig punt.